# Länsrätten i Gotlands län
Länsrätten i Gotlands län var en svensk länsrätt, vars domkrets omfattade Gotlands län, inrättad 1979 och avskaffad 2010 då länsrätten ersattes av den nya Förvaltningsrätten i Stockholm. Kansliort var Visby. Länsrätten i Gotlands län låg under Kammarrätten i Stockholm.

## Domkrets
Länsrätten i Gotlands läns domkrets bestod av Gotlands län som geografiskt motsvarar Gotlands kommun. Beslut av kommunala myndigheter i denna kommun överklagades därför som regel till Länsrätten i Gotlands län. Mål om offentlighet och sekretess överklagades dock direkt till Kammarrätten i Stockholm.
Från den 15 februari 2010 tillhör domkretsen Förvaltningsrätten i Stockholm.

## Centrala statliga myndigheter vars beslut överklagades till Länsrätten i Gotlands län
Inga stora, statliga myndigheter hade sitt säte i Gotlands län.

## Lagmän
- 1985–2010 Peter Freudenthal